# جامعة ماغالانيس
جامعة ماغالانيس (UMAG) هي جامعة حكومية عامة تقع في مدينة بونتا أريناس جنوب تشيلي. وهي جزء من الجامعات التشيلية التقليدية. تأسست في عام 1981 أثناء الإصلاحات النيوليبرالية للنظام العسكري التشيلي خلفًا لقسم بونتا أريناس التابع لجامعة تيكنيكا ديل إستادو.
تمتلك حرم جامعي في مدينتي بونتا أريناس وبورتو نتالز، إضافة إلى مركز جامعي في بويرتو ويليامز. تنشر الجامعة مجلة العلوم الإنسانية والاجتماعية ماجالانيا مرتين في السنة.

## الاعتماد الاكاديمي
تتمتع الجامعة بالاعتماد الكامل في جميع المجالات وتصنف ضمن مجموعة الجامعات المتوسطة العليا داخل الدولة. في ديسمبر 2015 تم إخطار الجامعة من قبل لجنة الاعتماد الوطنية (CNA) بالتقييم الإيجابي في جميع المجالات الإلزامية (الإدارة المؤسسية والتعليم الجامعي) والاختيارية (البحث، خريج التدريس والتفاعل مع المتوسط). وتم اعتماد الجامعة بأربع سنوات حتى ديسمبر 2019.

## الكليات والمعاهد
يوجد في الجامعة حاليا خمس كليات ومدرستان مستقلتان ومعهد متعدد التخصصات يؤدي المهام الأكاديمية (المرحلة الجامعية، الدراسات العليا، البحث والإرشاد).
- كلية العلوم
- كلية الهندسة
- كلية التربية والعلوم الاجتماعية
- كلية العلوم الصحية
- كلية الحقوق والاقتصاد والأعمال
- كلية الطب [5]
- المدرسة التكنولوجية
- معهد باتاغونيا

## التاريخ
تعد الجامعة عضو في المجلس المحترم لرؤساء الجامعات التشيلية، هي مؤسسة للقانون العام، مستقلة ، ذات شخصية اعتبارية وإرث خاص. سجلت الجامعة نشأتها عام 1961، حيث قدمت أولى دوراتها في الميكانيكا والكهرباء.
خلال الخمسين عامًا تطورت عبر مراحل وفئات مختلفة. تم إنشاؤها في الأصل كحرم جامعي لجامعة التقنية الحكومية. بعد ثلاث سنوات في عام 1964 تم تسميتها كلية جامعة بونتا اريناس.
في مارس 1981 أصبحت معهد ماجلان المهني، وأخيراً في 3 أكتوبر من نفس العام حصلت على الشكل الرسمي الفعلي لجامعة ماغالانيس. منذ ذلك الحين تضفي الشرعية على مكانتها وتوطدها باعتبارها المؤسسة الحكومية الوحيدة للتعليم العالي في منطقة ماغالانيس، مع تقليد قوي في نظام الجامعات التشيلية واعتماد الجودة منذ وقت استدعاء الجامعات للمشاركة في هذه العمليات على المستوى القطري.
كانت كلية الهندسة من أوائل الكليات التي تم إنشاؤها. تم إنشاء كلية الاقتصاد والقانون في أواخر عام 2002 نتيجة لإعادة التنظيم الأكاديمي لكلية العلوم الإنسانية والاجتماعية السابقة. في الآونة الأخيرة، تم إنشاء كلية العلوم الصحية وكلية التربية والعلوم الاجتماعية في مايو 2014، نتيجة لإعادة تنظيم كلية العلوم الإنسانية والاجتماعية والصحة السابقة. تأسست كلية الطب في يناير 2014 بصفتها مديرًا مؤسسًا للدكتور مارسيلو نافاريتي سيجنوريل.

## ابتكار المناهج
في عام 2004 ، أطلق مشروع ضبط ألفا أمريكا اللاتينية ويهدف إلى ضبط الهياكل التعليمية الموجودة في أمريكا اللاتينية، وإلى تحديد وتحسين التعاون بين مؤسسات التعليم العالي، وذلك لتطوير التميز والفعالية والشفافية. كان هذا مشروعًا مستقلاً، تم الترويج له وتنسيقه من قبل الجامعات في العديد من البلدان المختلفة، في كل من أمريكا اللاتينية وأوروبا.

منذ عام 2008 حتى الآن، بدأت الجامعة عملية إعادة تصميم المناهج الدراسية للتركيز على الكفاءات وتنمية المهارات ونتائج التعلم. أثناء عملية إعادة التصميم، تُنسب الجامعة إلى نظام تحويل الرصيد وتراكمه لدورات الدراسات العليا. اعتبارًا من عام 2015، تم إعادة تصميم 80 ٪ من الدورات التدريبية وتصنيفها بالاعتمادات.

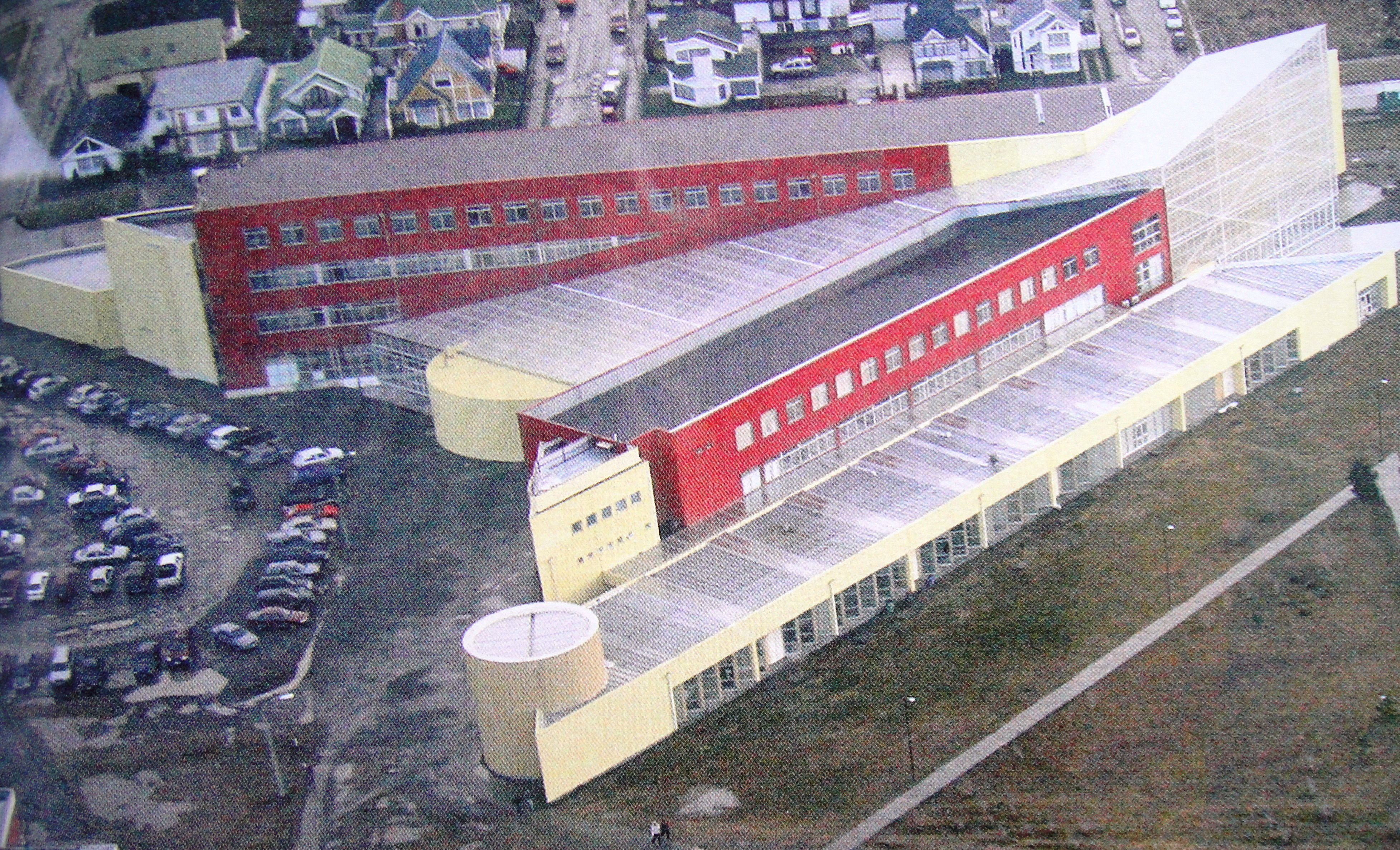
الحرم الجامعي المركزي في بونتا أريناس

## روابط خارجية
- Universidad de Magallanes - الصفحة الرئيسية الرسمية (الإسبانية)
- Consorcio de Universidades Estatales